# Miltochrista vepallida
Miltochrista vepallida är en fjärilsart som beskrevs av Holland 1900. Miltochrista vepallida ingår i släktet Miltochrista och familjen björnspinnare. Inga underarter finns listade i Catalogue of Life.